# Mahamé Siby
Mahamé Siby, född 7 juli 1996, är en fransk fotbollsspelare som spelar för FC Martigues, på lån från Malmö FF.

## Karriär
Den 29 juni 2022 värvades Siby av Malmö FF, där han skrev på ett 4,5-årskontrakt. Den 16 juli 2022 gjorde Siby allsvensk debut i en 2–0-seger över IFK Norrköping. I sin andra allsvenska match råkade Siby ut för en höftskada som gjorde att han missade resten av säsongen.
I januari 2024 lånades Siby ut till Bastia på ett låneavtal fram till sommaren 2024. I juli 2024 lånades han ut till FC Martigues på ett säsongslån.